# Drnek (Csehország)
Drnek település Csehországban, a Kladnói járásban. Drnek Jedomělice, Hradečno, Malíkovice, Mšec, Mšecké Žehrovice és Ledce településekkel határos. Lakosainak száma 186 fő (2024. január 1.).

## Népesség
A település lakosságának változását az alábbi diagram mutatja:
| Lakosok száma | 290  | 263  | 296  | 247  | 216  | 161  | 169  | 172  | 181  | 186  |
|               | 1869 | 1890 | 1921 | 1950 | 1980 | 2001 | 2017 | 2019 | 2022 | 2024 |